# Koliba (Bratislava)

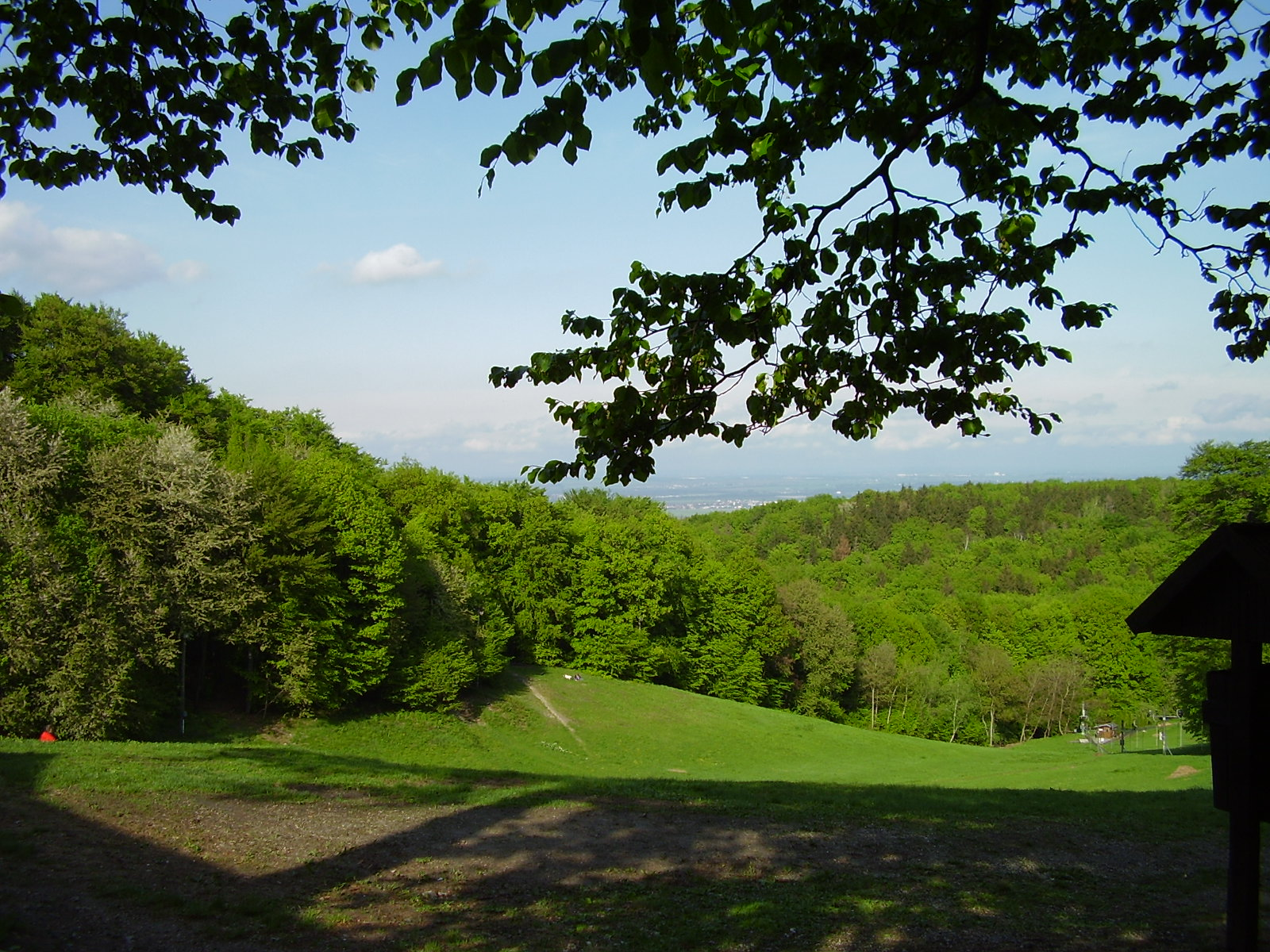
Eine Wiese in Koliba

Koliba (deutsch Almhütte bzw. Strohhütte) ist ein inoffizieller Teil des Bratislavaer Stadtteils Nové Mesto (Neustadt) am Fuße der Kleinen Karpaten. Er gehört zum Bratislavaer Waldpark, einem beliebten Ausflugsziel. Hier befinden sich der Fernsehturm Bratislava am Berg Kamzík (deutsch Gemsenberg, 439 m. ü. M.), die Filmstudios Koliba, eine fast 1 km lange Sesselbahn (1972 eröffnet, 1989 stillgelegt und seit 2005 wieder im Betrieb) sowie Villen vermögender Einwohner.
Der Name leitet sich vom ehemaligen Gasthaus Strohhütte ab; dieses wurde im Volksmund koliba genannt, und später wurde so der ganze Ortsteil bezeichnet.